# Engenharia política
Em ciência política, a engenharia política é o desenho de instituições políticas em uma sociedade e muitas vezes envolve o uso de decretos físicos, na forma de leis, referendos, portarias, ou outros, para tentar obter algum efeito desejado.   
Os critérios e restrições usados em tais projetos variam dependendo dos métodos de otimização usados. Normalmente, os sistemas políticos democráticos não são considerados adequados como objetos de métodos de engenharia política.   A engenharia política, usando métodos ou critérios abaixo do ideal, pode às vezes produzir resultados desastrosos, como no caso de tentar arquitetar o desenho das instituições políticas de um país anteriormente democrático por métodos como, por exemplo, um golpe de Estado . A junta militar grega de 1967-1974 usou a engenharia política utilizando um golpe de estado para dissolver o sistema democrático da Grécia com resultados catastróficos. A engenharia política também pode ser empregada para projetar procedimentos alternativos de votação em um sistema democrático. 
O estado brasileiro passou, ao longo  de toda sua história, por complexas tentativas de engenharia politica e institucional
Na área social, a contrapartida da engenharia política é a engenharia social .